# Netjerkare Siptah
Netjerkare Siptah (cũng là Neitiqerty Siptah và có thể là nguyên mẫu của nhân vật huyền thoại Nitocris) là một vị pharaon của Ai Cập cổ đại, ông là vị vua thứ 7 và là vị cuối cùng của vương triều thứ 6. Mặt khác một số học giả lại xem ông như là vị vua đầu tiên của hai vương triều thứ 7 và thứ 8. Vì là vị vua cuối cùng của vương triều thứ 6, Netjerkare Siptah được một số nhà Ai Cập học xem là vị vua cuối cùng của Thời kỳ Cổ Vương quốc. Netjerkare Siptah đã có một triều đại ngắn ngủi vào giai đoạn đầu thế kỷ 22 TCN, đây là thời điểm khi mà quyền lực của pharaon đang sụp đổ còn của các nomarch địa phương thì lại đang tăng lên. Mặc dù ông là nam giới, Netjerkare Siptah gần như có thể cũng chính là vị nữ pharaon Nitocris được Herodotos và Manetho đề cập tới.

## Chứng thực
Tên prenomen Netjerkare được khắc ở mục thứ 40 của bản danh sách vua Abydos, một bản danh sách vua được biên soạn dưới triều đại của Seti I. Netjerkare kế tục trực tiếp Merenre Nemtyemsaf II trên bản danh sách này. Tên prenomen Netjerkare còn được chứng thực trên một công cụ bằng đồng duy nhất không rõ nguồn gốc và ngày nay nằm tại Bảo tàng Anh Quốc. Tên nomen Neitiqerty Siptah được ghi lại trên cuộn giấy cói Turin, ở cột thứ 5, hàng thứ 7 (cột thứ 4, hàng thứ 7 theo sự phục dựng của Gardiner đối với cuộn giấy cói này).

## Đồng nhất với Nitocris
Trong tác phẩm Lịch sử của mình, nhà sử học người Hy Lạp Herodotos ghi lại một truyền thuyết mà theo đó một nữ hoàng Ai Cập tên là Nitocris đã tiến hành trả thù đối với những kẻ nổi loạn đã sát hại người chồng và cũng là anh trai của bà. Bà đã chuyển hướng dòng sông Nile để dìm chết tất cả những kẻ ám sát trong bữa tiệc mà bà dùng để tập hợp họ. Câu chuyện này cũng đã được vị tư tế Ai Cập Manetho ghi lại, ông ta đã viết một tác phẩm lịch sử Ai Cập vào thế kỷ thứ 3 TCN với tên gọi Aegyptiaca. Manetho đã viết về Nitocris rằng bà "... dũng cảm hơn tất cả những người đàn ông cùng thời với mình, xinh đẹp nhất trong số tất cả những người phụ nữ, làn da trắng cùng với má đỏ". Manetho còn đi xa hơn khi cho rằng bà đã xây dựng nên Kim tự tháp của Menkaure: "Người ta nói rằng kim tự tháp thứ Ba đã được xây dựng bởi bà, với hình dạng của một ngọn núi". Mặc dù tên của vị vua bị ám sát không được Herodotos ghi lại, tuy vậy Nitocris lại kế tiếp Merenre Nemtyemsaf II trong tác phẩm Aegyptiaca của Manetho và vì thế ông ta thường được đồng nhất như là vị vua này. Bởi vì vị vua tiếp sau Merenre Nemtyemsaf II trong bản danh sách vua Abydos là "Netjerkare", cho nên vào năm 1883 nhà Ai Cập học người Đức Ludwig Stern đã nêu ra giả thuyết cho rằng Netjerkare và Nitocris là cùng một người.
Nhà Ai Cập học người Đan Mạch Kim Ryholt đã thừa nhận giả thuyết của Stern trong một nghiên cứu gần đây về vấn đề này. Ryholt lập luận rằng tên gọi "Nitocris" là một kết quả của sự hợp nhất và biến dạng từ tên gọi "Netjerkare". Cách giải thích này còn được củng cố thêm nhờ vào cuộn giấy cói Turin, một bản danh sách vua khác được biên soạn vào đầu thời đại Ramesses, nó liệt kê một Neitiqerti Siptah tại một vị trí không chắc chắn. Những phân tích bằng kính hiển vi của Ryholt đối với các sợi của cuộn giấy cói này gợi ý cho biết rằng vị trí của mảnh giấy có tên gọi này dường như thuộc về giai đoạn cuối vương triều thứ 6, trực tiếp ngay sau Merenre Nemtyemsaf II. 
Bởi vì trên bản danh sách vua Abydos, tên gọi Netjerkare được đặt ở vị trí tương đương với của Neitiqerti Siptah trên cuộn giấy cói Turin, cho nên cả hai sẽ được coi là một. Ngoài ra, tên nomen "Siptah" lại mang nghĩa nam tính cho nên điều này biểu lộ rằng Nitocris thực sự là một vị pharaon nam. Tên gọi "Nitocris" có thể có nguồn gốc từ tên prenomen "Neitiqerti", mà bản thân nó hoặc là đến từ cách viết sai lệch đối với tên gọi "Netjerkare", hoặc "Neitiqerti Siptah" là tên nomen của vị vua này và "Netjerkare" là tên prenomen của ông.